# Nikolai Fjodorowitsch Dubrowin

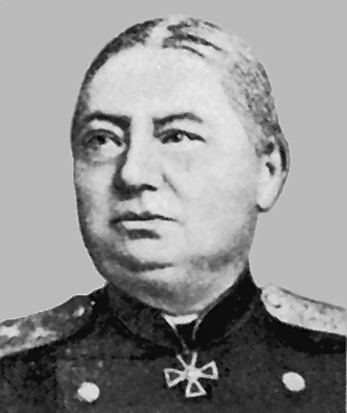
Nikolai Fjodorowitsch Dubrowin

Nikolai Fjodorowitsch Dubrowin (russisch Николай Фёдорович Дубровин, wiss. Transliteration Nikolaj Fëdorovič Dubrovin; geb. 1837 im Dorf Korytowo, heute Welikije Luki, Oblast Pskow; gest. 1904 in St. Petersburg, Russisches Kaiserreich) war ein russischer Historiker, Akademiemitglied der St. Petersburger Akademie der Wissenschaften und Generalleutnant der Artillerie.
Als Militärhistoriker war er ein Vertreter der offiziellen Schule der Historiographie. Er war der Erste, der den Krieg von 1812, den Kaukasuskrieg und den Krimkrieg auf der Grundlage von Archivmaterial beschrieben hat. Neben seinen Werken zur russischen Militärgeschichte ist er der Autor von Werken zur russischen Gesellschaft im späten 18. und frühen 19. Jahrhundert, von Biografien und zahlreichen Artikeln.

## Leben und Werk
Dubrowin wurde 1837 geboren. Er absolvierte die Michael-Artillerieakademie in St. Petersburg. 1869 wurde er dem Hauptquartier zugewiesen, um militärhistorische Arbeiten zu verrichten, und 1882 wurde er Mitglied des militärischen Stipendienausschusses. Im Jahr 1893 wurde er wissenschaftlicher Sekretär der Akademie der Wissenschaften und 1896 Herausgeber der Zeitschrift Russkaja starina. Dubrowin war Autor zahlreicher Artikel und Monographien, die viel Faktenmaterial enthielten und auf einer umfangreichen Nutzung von Archivdaten beruhten.
Nikolai Dubrowin liefert in seinen Schriften Pugatschow und seine Komplizen (Пугачев и его сообщники), Unsere mystischen Sektierer (Наши мистики-сектанты) und Das russische Leben im frühen 19. Jahrhundert (Русская жизнь в начале XIX столетия) zahlreiches Material zur Charakterisierung der russischen Gesellschaft im späten 18. und frühen 19. Jahrhundert. In der Sammlung militärischer Aufsätze (eine Monatszeitschrift), dem Russischen Boten, den Vaterländischen Notizen und vor allem den Russischen Altertümern, an deren Herausgabe und Leitung Dubrowin ab 1896 maßgeblich beteiligt war, veröffentlichte er eine Reihe brillanter Porträts russischer Staatsmänner und Persönlichkeiten des öffentlichen Lebens: Suworow, Fürst A. A. Prosorowski, Fürst P. M. Wolkonski, Fürst P. I. Schalikow und anderer. Er hat auch eine Biographie von N. M. Prschewalski geschrieben.

## Werke (Auswahl)
russisch
- Geschichte des Krimkrieges und der Verteidigung von Sewastopol (1900)
- Der Orientkrieg von 1853–1856 (1878)
- Der Anschluss der Krim an Russland (Bände 1–4, 1885–89)
- Der Vaterländische Krieg in den Briefen der Zeitgenossen (1882)
- Geschichte des Krieges und des Russischen Reiches im Kaukasus (Bände 1–6, 1871–1888)
- Pugatschow und seine Komplizen (Bände 1–3, 1884)